# Miroslav Antić
Miroslav "Mika" Antić (srbsko cirilsko Мирослав Мика Антић), srbski pesnik, filmski režiser, novinar in slikar, * 14. marec 1932, Mokrin, Jugoslavija, † 24. junij 1986, Novi Sad, SR Srbija.
Bil je glavna osebnost jugoslovanskega črnega vala. 

## Biografija
Pisal je pesmi, članke, drame, filmske in televizijske scenarije ter dokumentarne filme. Kot filmski ustvarjalec je veljal za del »črnega vala« jugoslovanskega filma. Njegovi filmi, zlasti Zajtrk s hudičem (Doručak sa đavolom), v katerem je Antić kritiziral dvojno moralo komunistov v času Tita, so bili prepovedani in uničeni. Ponovno so jih odkrili in obnovili konec devetdesetih let. Igral je v več filmih in bil je slikar.
Poleg pesmi o Romih, s katerimi se je identificiral (kljub srbskega rodu), zaradi svojega boemskega načina življenja in dolge pesmi o Vojvodini, ki je izšla kot posebna knjiga, je še posebej znan po tem, da je veliko recitiral na pesniških srečanjih in tekmovanjih. Pesmi o najstnikih Plavi čuperak (Koder plavih las).
Imel je šest otrok. Njegov najstarejši sin Igor je vizualni umetnik.

## Dela
- Vojvodina
- Ispričano za proleće (poslovenjeno: Rečeno za pomlad), 1951
- Roždestvo tvoje (poslovenjeno: Tvoj rojstni dan)
- Plavo nebo (poslovenjeno: Modro nebo)
- Nasmejani svet (poslovenjeno: Nasmejan svet), 1955
- Psovke nežnosti (poslovenjeno: Kletve nežnosti)
- Koncert za 1001 bubanj (poslovenjeno: Koncert za 1001 boben), 1962
- Mit o ptici
- Šašava knjiga (poslovenjeno: Neumna knjiga), 1972
- Izdajstvo lirike (poslovenjeno: Izdaja lir)
- Plavi čuperak (Koder plavih las), 1965
- Na slovo, na slovo (poslovenjeno: Na črko, na črko), 1965
- Horoskop, 1983
- Prva ljubav (poslovenjeno: Prva ljubezen), 1978
- Garavi sokak, 1973
- Živeli prekosutra (poslovenjeno: Živel pojutrišnjem), 1974
- Na slovo, na slovo (poslovenjeno: Na črko, na črko), 1975
- Plava zvezda (poslovenjeno: Modra zvezda)
- Na slovo, na slovo (poslovenjeno: Na črko, na črko), 2010